# Marias mirakel
Marias mirakel er en roman af Majbritte Ulrikkeholm. Lindhardt og Ringhof, 1999. 275 sider. 

## Plot
Marias mirakel er fortællingen om en magisk verden, der bliver til virkelighed, da motiver fra et sæt tarotkort på mystisk vis bliver levende. 
Det er også historien om en mor, der ikke magter tilværelsen, om et truende selvmord og en morfar, der tager livtag med skæbnen og bliver opfattet som troldmand. 
Men det er først og fremmest fortællingen om pigen Mojo-Maria Cenzares' mirakuløse forvandling til trapezartisten og kvinden Maria Schickensal. Maria søger den kærlighed, hun ikke fik hjemme, og sammen med en cirkuskaravane rejser hun til Italien, hvor hun mister sin erindring i forsøget på at flygte fra fortiden ind i sin egen magiske verden. 
Marias mirakel er fortællingen om menneskenes kamp mod mørket og om englene, der ser det hele.

## Presse
”Hele fortællingen svæver mesterligt mellem magi, psykologi og realisme.”
- Karin Johansen, Kristeligt Dagblad.